# 1574 Meyer
Meyer (asteróide 1574) é um asteróide da cintura principal com um diâmetro de 58,68 quilómetros, a 3,4000551 UA. Possui uma excentricidade de 0,0387383 e um período orbital de 2 429,75 dias (6,65 anos).
Meyer tem uma velocidade orbital média de 15,8369149 km/s e uma inclinação de 14,51358º.
Esse asteróide foi descoberto em 22 de Março de 1949 por Louis Boyer.